# Шестнадцать лет похмелья
«Шестнадцать лет похмелья» (англ. 16 Years of Alcohol) — фильм режиссёра Ричарда Джобсона, снятый в 2003 году.

## Сюжет
Фрэнки рос, наблюдая за жестокостью, царящей в его семье и обществе. Будучи неглупым, но абсолютно потерянным, он берёт пример с ближних, и становится одним из них. Фрэнки упивается новым ощущением свободы, где музыка, компания и насилие превращаются во всеохватывающую страсть.

## В ролях
| Актёр               | Роль        |
| ------------------- | ----------- |
| Кевин МакКидд       | Фрэнки      |
| Лора Фрейзер        | Хэлен       |
| Сьюзан Линч         | Мэри        |
| Стюарт Синклер Блит | Миллер      |
| Майкл Морлэнд       | Баджи       |
| Расселл Андерсон    | Килл        |
| Льюис Маклауд       | отец Фрэнки |
| Лиза Мэй Купер      | мать Фрэнки |
| Юэн Бремнер         | Джейк       |
| Джим Картер         | режиссёр    |

## Награды
- 2003 Locarno International Film Festival
  - номинация на Golden Leopard
- 2003 British Independent Film Awards
  - лучшая актриса второго плана (Сьюзан Линч)
  - Douglas Hickox Award (Ричард Джобсон)
  - номинация в категории «лучший актёр»
  - номинация в категории «лучшее техническое решение»
- 2003 Dinard British Film Festival
  - премия Kodak за лучшую кинематографию (Джон Родс)
  - номинация Golden Hitchcock
- 2004 BAFTA Awards, Scotland
  - номинация в категории «лучший актёр в шотландском фильме»
  - номинация в категории «лучший режиссёр»
- 2004 Irish Film and Television Awards
  - лучшая актриса второго плана (Сьюзан Линч)
- 2004 Sofia International Film Festival
  - номинация на главный приз